# Borsele
Borsele – miasto oraz gmina w południowej Holandii, w prowincji Zelandia, w pobliżu granicy z Belgią. Około 21 tys. mieszkańców.
Około 1 km od miasta znajduje się czynna elektrownia jądrowa.

## Współpraca
Miejscowość partnerska:
- Koekelberg, Belgia